# Nibe
Nibe er en by og tidligere købstad i Himmerland med 5.616 indbyggere  (2025), beliggende 27 km øst for Løgstør, 25 km nord for Aars og 21 km sydvest for Aalborg. Byen hører til Aalborg Kommune og ligger i Region Nordjylland.
Nibe hører til Nibe Sogn. Nibe Kirke ligger i byen.

## Geografi
Nibe har havn ved Nibe Bredning, der er en del af Limfjorden. Byen har smalle gader og lave købstadshuse, men i udkanten af byen er der også opstået moderne bykvarterer.

## Faciliteter
- Nibe Skole har (2020) 785 elever, fordelt på 0.-9. klassetrin i 3-4 spor, samt 96 ansatte.[2] Den er opført i 1952 og siden udvidet 3 gange. Ud over egen gymnastiksal benytter skolen de to haller i Nibe Idræts- & KulturCenter.[3]
- Nibe Idræts- & KulturCenter har møde- og konferencefaciliteter med alt i av-udstyr. Centret tilbyder overnatning i 8 værelser med op til 6 personer i hvert.[4]
- Nibe har den integrerede børneinstitution Klodshans med 13 ansatte og normeret til 50 børn, heraf 15 vuggestuebørn og 35 børnehavebørn,[5] samt 3 børnehaver: Myretuen med 8 ansatte og normeret til 40 børn,[6] Dragehaven med 8 ansatte og normeret til 33 børn[7] og Solsikken med 9 ansatte og normeret til 40 børn, men med fysiske rammer til 60.[8]
- Byen har 4 dagligvarebutikker, pizzeria, bageri, bibliotek og lægehus.

## Historie

### Middelalderen
Nibe opstod som fiskerleje i 1300-tallet pga. det gode sildefiskeri. Byens op- og nedgangsperioder var i de følgende århundreder nært forbundet med sildebestanden. I 1551 befalede kong Christian 3., at der skulle bygges en salterbod, hvor de kongelige saltere kunne bo. De skulle så opkøbe sild til slottene og orlogsskibene. Sildens store betydning afspejles af de 3 sild i byvåbenet og mindes i nutiden ved byens årlige sildemarked i slutningen af august.

### Renæssancen
Nibe Sogn hørte oprindeligt til Hornum Herred, men blev i 1545 udskilt som retskredsen Nibe Birk, der fik galgebakke i den nordøstlige udkant af byen.

### Under enevælden
Frederik IV gav byens dens første privilegier som købstad. Den 19. december 1727 udstedte han følgende: "Hans Majestet bevilger allernaadigst, at Nibe Byes Indvaanere maae, foruden hvis dennem til deres Nærings Befordring den 2. September 1699 er forundt, herefter have og nyde Kiøbsted-Privilegier, ligesom endeel andre Kiøbsteder i Jylland, nemlig Tisted, Nykiøbing, og Skive, have og nyde, saa at de til Lands og Vands maae drive deres Negotie, Handel og Vandel, ligesom andre Indbyggere i fornævnte eller andre Kongelige Kiøbsteder, dog at de deraf ved Toldstedet rigtig erlegge Hans Kongelige Majestets tilkommende Told, Accise, og anden Rettighed, saa og at Lugerne af de Skibe, som skal gaae til Nibe, først forseigles af Toldbetienten i Hals, hvorefter en eller flere af Toldbetienterne i Aalborg dermed følger til Nibe, og haver Tilsyn med Losningen og Maalingen. Herforuden er Indvaanerne i Nibe allernaadigst forundt, at betiene sig af Fiskeriet i Limfiorden, for saa vidt ei nogen derved i sin vel erhvervede Rettighed vorder præjudiceret. Ligeledes nyder Byen den Ret, som de Kongelige Forordninger om Kroehold paa Landet i Danmark af 13 Martii 1700 og 27 Martii 1719 samt Consumptions Forordningen af 30. December 1700 de andre Kiøbsteder i Danmark forunder. Desforuden ere Nibe Byes Indvaanere fritagne for at svare og sortere under Fleskum-Hornum-Herreds Ting, og dem given deres egen Byfoged, som tillige er Herredsfoged i bemeldte Herreder. Ja dennem er endog allernaadigst tilsagt et sømmeligt Vaaben og Seigl.
I 1828 var sildefiskeriet helt ophørt, men søfart og oplandshandel voksede efter at byen i 1769 fik delt oplandet med Aalborg, som Nibe hele tiden havde ligget i strid med.

### Den tidlige industrialisering
Havnen blev anlagt i 1860'erne, og i slutningen af 1800-tallet var byens største virksomheder et væveri og en spritfabrik. Men J. Petersens Beslagfabrik, der blev grundlagt i 1869, blev byens største virksomhed. Den findes stadig og flyttede i 1999 ud til 20.000 m² nye lokaler i byens udkant.

#### Nibebanen
Nibe fik station på Aars-Nibe-Svenstrup Jernbane (1899-1969), som også blev kaldt Nibebanen indtil den i 1910 blev forlænget fra Aars til Hvalpsund. Herefter blev den kaldt Hvalpsundbanen. Nibe var banens største mellemstation med varehusspor, læssegalge, drejeskive, enderampe og vandkran.
Uden for byen er der i begge retninger bevaret store dele af banens tracé. Nord for Skal Plantage går Bjergbanestien mod øst til Svenstrup. På sine 14 km følger den banetracéet på ca. 10 km. For enden af Koldsmindevej starter Naturstien Nibe-Hvalpsund mod sydvest. På de 25 km til Aars følger den banetracéet på ca. 20 km.

### Kommunalreformerne
Købstadsbegrebet blev afskaffet med kommunalreformen i 1970, hvor Nibe købstad og 8 omkringliggende sogne dannede Nibe Kommune. Stationsbygningen blev revet ned i 1971, og der blev opført rådhus til den nye storkommune på stationsterrænet. Nibe Kommune blev ved strukturreformen i 2007 indlemmet i den nye Aalborg Kommune.

## Kendte personer
- Louis Jensen (1943-2021), forfatter
- Ole Thestrup (1948-2018), skuespiller
- Ole Henriksen (1951-), kosmetolog med skønhedsklinik i Los Angeles
- Marie Askehave (1973-), skuespiller og sanger
- Thorvald Odgaard (1943-2020), keramiker og billedhugger

## FraDyrlægens mindeaf Johs. V. Jensen
Ved landevejen lå hans hus,
en gammel vandskel-vej med sus
af mange storme, hver en stund
imellem Nibe og Hvalpsund.
Før der blev by, lå heden nær,
til alle sider lyng og kær,
et åbent, udstrakt, dystert land,
med ris og stargræs, tørv og sand.
Vi hjejlen hørte fra vor rude,
tyly, en tundra-sjæl derude.
Nu pifter toget, købstadfro;
Løgstør og Ålborg, Års, Hobro!